# 零售商
零售商（Retailer）也稱零售業經營者，他們使用的電腦軟件名為銷售時點情報系統，POS是簡稱。零售商店通常開設於接近消費市場的商業區、住宅區、交通方便人流集中的地點，如商場、車站等，所以租金是零售商的主要支出。還有銷售員的薪金和佣金等營運成本也不輕。
可將零售商分為「店面」與「無店面」兩大類。

## 店面零售商
店面零售（store retailing）是指透過商店的銷售活動。根據產品組合的特性，店面零售商可分為綜合零售商（general merchandise retailer）與專賣店。綜合零售商包含便利商站、超級市場、百貨公司、量販店等，它們的的共同特色是銷售多種產品類:355。

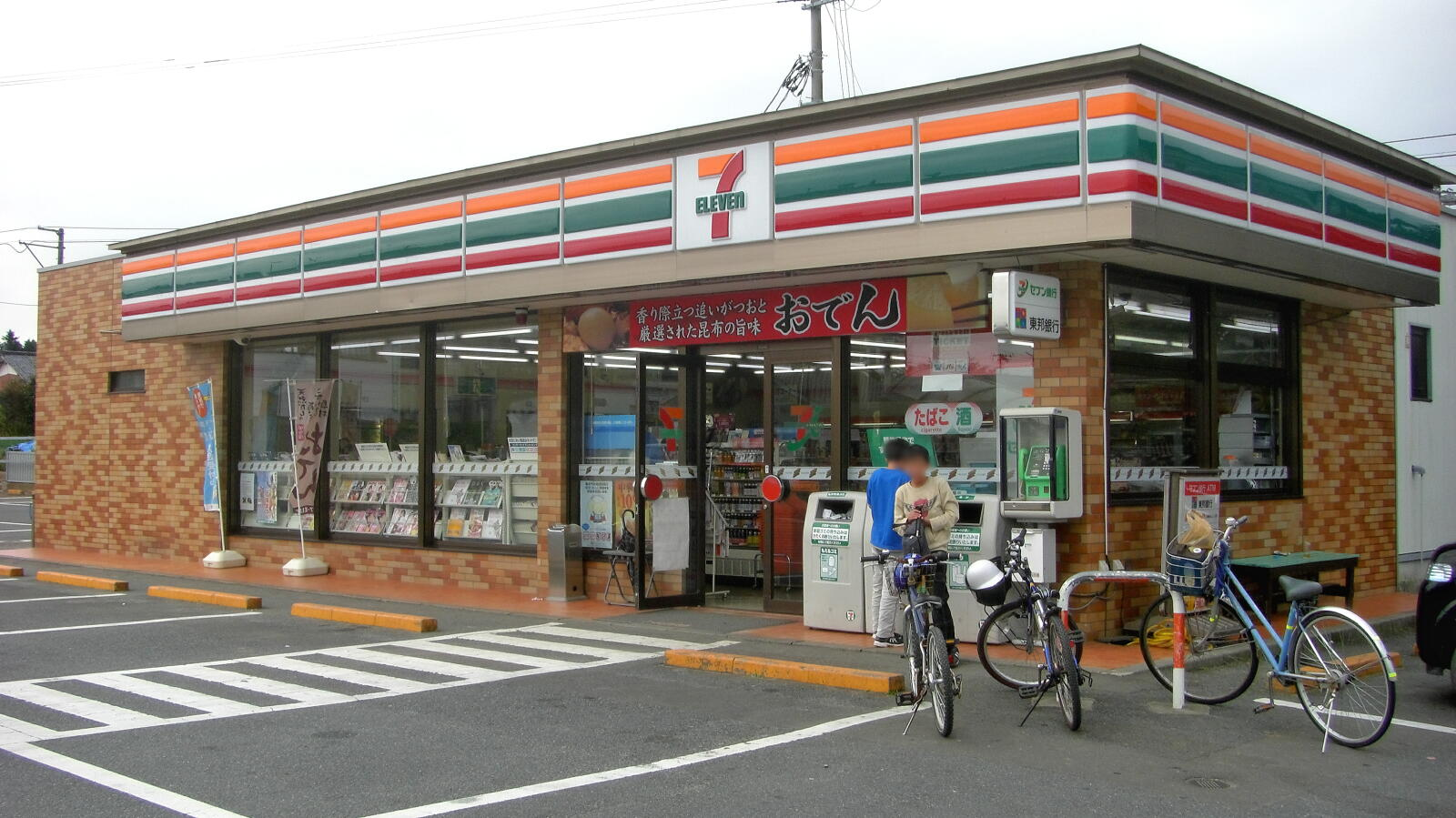
一間7-Eleven位於單棟式三角窗

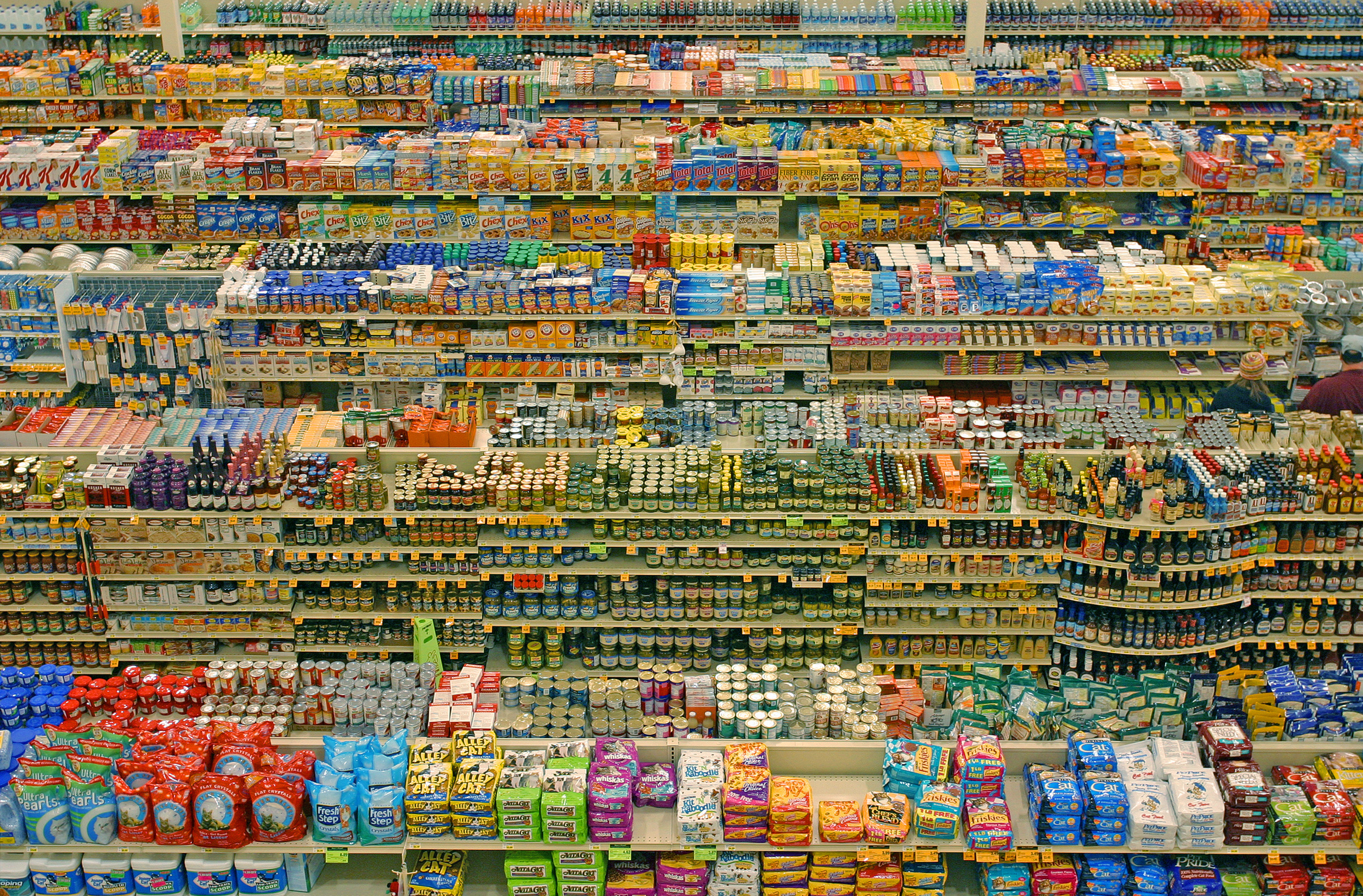
波特蘭的一家Fred Meyer超級市場。

### 便利商店
便利商店的面積相當小，營業時間很長（有的每天24小時，全年無休），通常設立在行人或交通流量很大的地方。銷售的產品以飲料、零食、速食產品、個人用品等高週轉率的便利品為主，產品線並不長，也就是每一類產品的項目不多。由於顧客追求購買效率與方便性，加上是少量購買，對價格較不在意，因此便利商店的價格比較貴。如：7-Eleven、全家、萊爾富、OK等等。台灣的便利商店密度在全球是首屈一指，大約3000人就有一間便利商店，而且還發展成服務中心、除了代收水電費、停車費、電話費、交通罰鍰等帳單之外，還附設提款機而成為新型的金融通路:355。

### 超級市場
超級市場主要是銷售飲食類產品（蔬果、魚肉、罐頭、零食、飲料）及個人與家庭用品，無論是產品組合的廣度或長度，都超越便利商店，但營業時間比便利商店短，商品價格比便利商店低。在經營策略上講求薄利多銷與自助式服務，即現場很少有人有服務人員協助，顧客在購買過程中必須一切靠自己。超級市場的營業面積介於便利商店與百貨公司之間，通常只佔一個樓層；部分超級市場附屬於百貨公司內（如新光三越百貨的超市），多數則是獨立經營（如全聯福利中心、家樂福超市）:355。

### 量販店
量販店，又稱大賣場，是一種超大型的商場，容納的產品組合相當廣，有飲食類、個人與家庭用品、體育用品、家電、服飾、文具等，可說是百貨公司和超級市場的綜合體。低價位高週轉是量販店的最主要經營策略，因此設立地點通常遠離市區以避免昂貴的地價或租金；同時，店面設計簡單（類似倉庫），提供的服務非常有限，而且商品銷售傾向大宗方式。在台灣的著名零售型量販店有家樂福、大潤發、愛買等。美國的倉庫零售店在形式與商品內容上，也與量販店類似:356。

### 專賣店

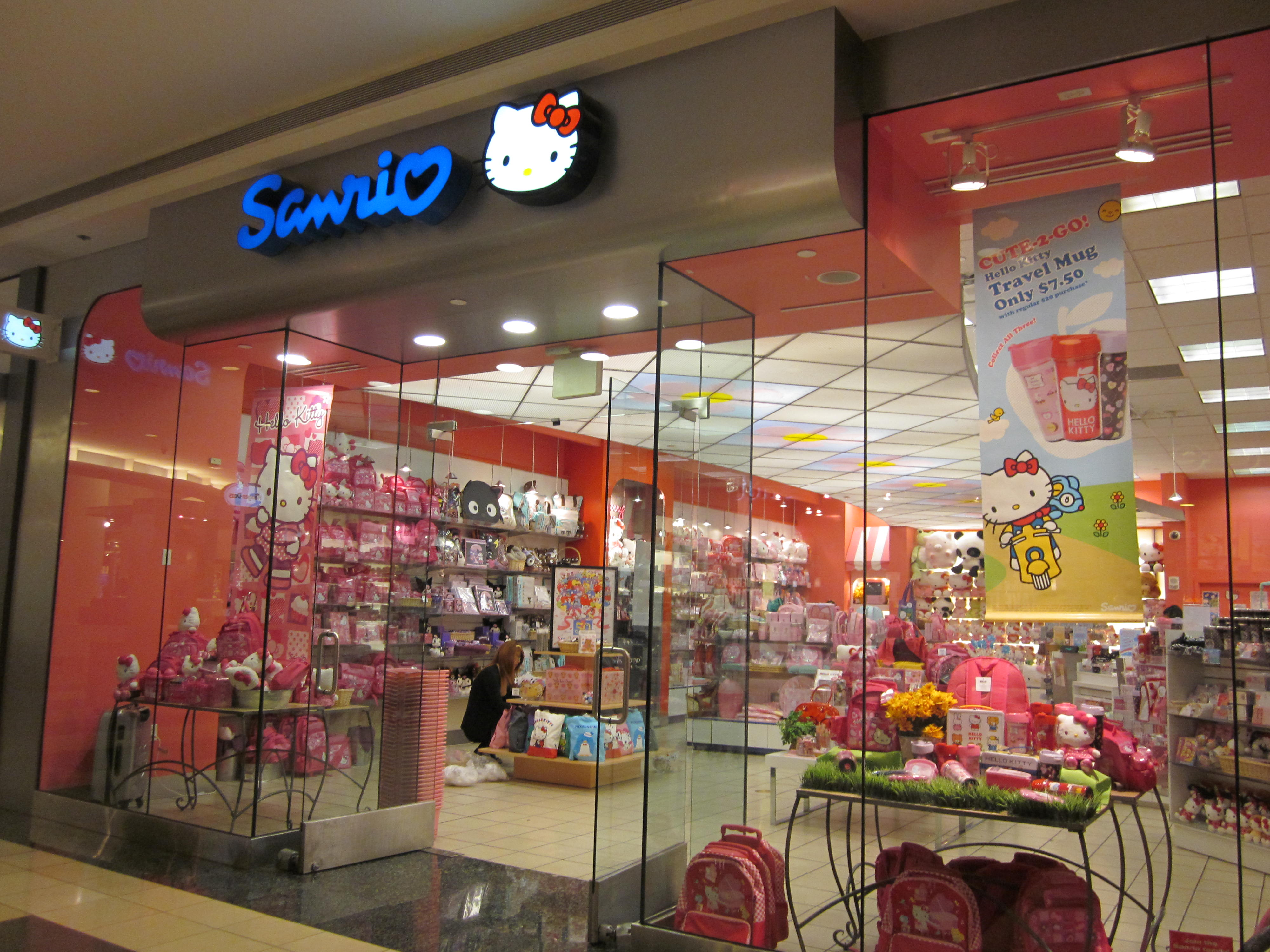
一間三麗鷗專賣店

專賣店專門銷售某一種類的產品，在產品廣度上相當窄，可是產品線相當長，因此可以為消費者提供較為齊全的選擇。相較於其他店面零售商，專賣店通常提供較全面的服務，如諮詢、運送、組裝、售後服務等。除選擇齊全與服務良好之外，有些專賣店是以知名品牌、商品的獨特性或商店的特殊風格來吸引消費者，如LV精品店、三麗鷗旗艦店、美體小舖等。另外，專賣店量販化是台灣近年來的趨勢，如燦坤、IKEA、宜得利家居、玩具反斗城、迪卡儂等都是聚焦於某一類產品，而且店面規模比以往的專賣店要大許多:356-357。

### 百貨公司
百貨公司以銷售非飲食類為主，產品線相當多元，包含化妝品、服飾、珠寶、家電、玩具、體育用品、個人及家庭用品等等，而且每個產品線相當長，因此營業面積比超級市場大很多。除了部分專賣店之外，百貨公司的產品通常比其他的店面零售商來得精緻，價格也較為昂貴。在經營上是以多元選擇以及良好的品質與形象取勝；通常會為顧客提供有限的服務，如現場諮詢、收銀臺就近服務、電梯服務等。另外，百貨公司被許多民眾視為休閒場所，這是其他形態的零售商所沒有的特色。新光三越、遠東百貨、遠東SOGO等，都是台灣消費者所熟悉的百貨公司。不過，美國部分百貨公司，如沃爾瑪、K-mart等則是以低價為訴求，因此又被稱為折扣商店:356。

### 購物中心

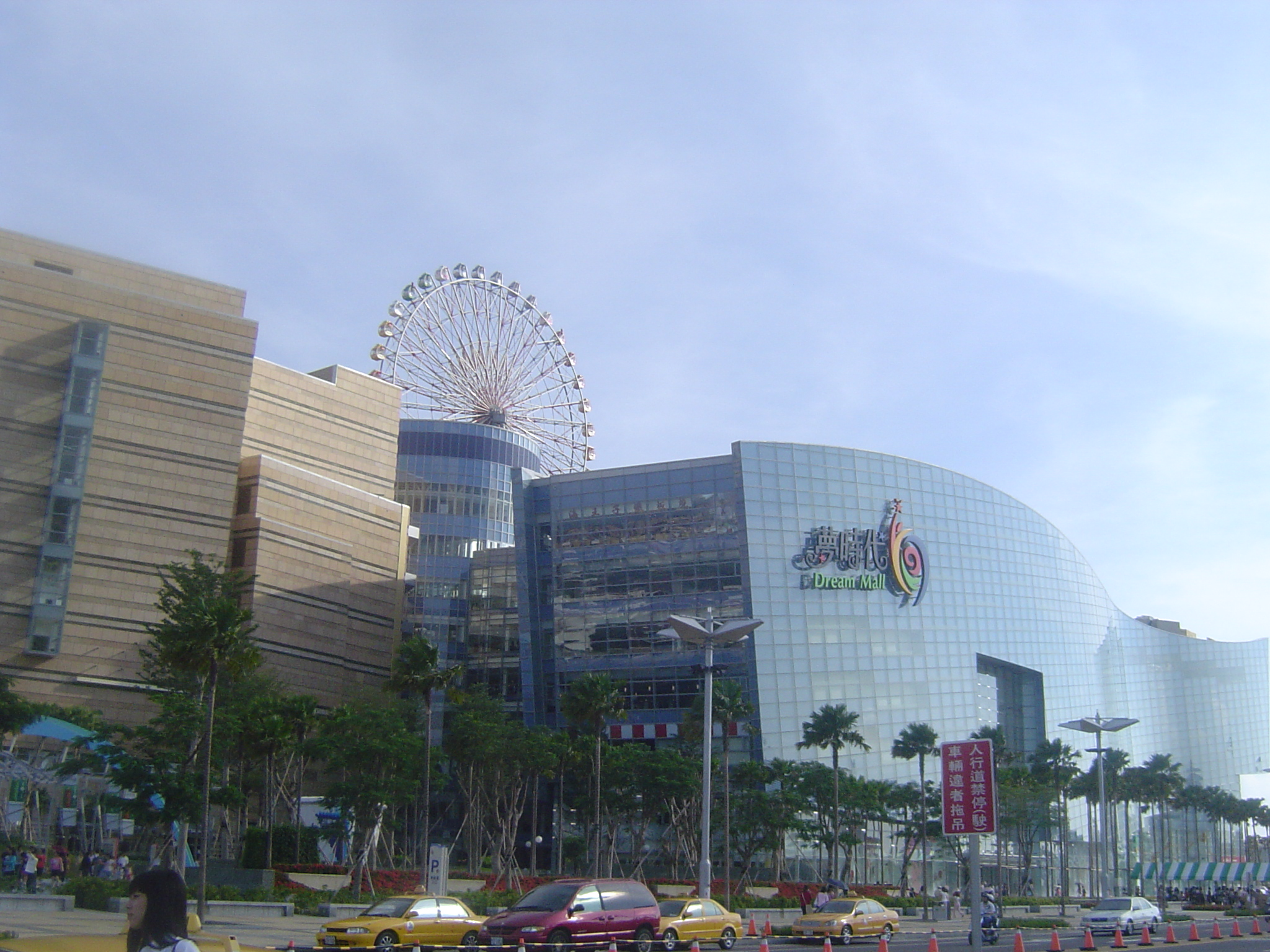
統一夢時代購物中心

購物中心或購物商城為在特定地點將各類店面零售商集合起來。一般購物中心會附設大型停車場，內部有各類專賣店、百貨公司或超級市場、餐廳、娛樂場所（如電影院、遊樂場）等。購物中心通常需要有一些指標性的商店進駐、刻意規劃產品聚集效應、定期舉辦促銷與表演活動（如演場會、新書或新唱片發表會），來吸引人潮。如微風廣場、台茂購物中心、Big City遠東巨城購物中心、統一夢時代購物中心:357。

### 無店面零售商
在少部分的零售交易中，消費者無需到店面去購買。這種不需要實際店面的零售活動，稱為無店面零售（nonstore retailing）:358。主要的無店面零售可分為如下：

#### 人員直銷
人員直銷或簡稱直銷是最古老的零售方式，目前在鄉鎮地區還可以看到以小貨車或機車沿街叫賣蔬菜水果與家庭用品，都是屬於人員直銷。現代化的人員直銷講求內部制度、人員訓練、售後服務的企業化經營，而且所經營的產品包羅萬象，如化裝品、日用品、健康食品、書籍等。銷售方式除了逐戶銷售之外，還有聚會的方式。人員直銷最大的好處是可以在顧客最適當的時間與地點推展產品，同時銷售人員可以提供更專業的服務。不過，人員銷售容易給顧客帶來壓迫感。甚至引起反感。市面上知名的直銷業者有雅芳、安麗、永久等:356。

#### 直效行銷
直效行銷的主要銷售管道是大眾傳播媒體、信件或型錄等。由於這種銷售方式期望消費者在看到產品資訊後，態夠透過電話、信件、網路等直接購買，因此又稱為直接反應行銷。這類零售方式所銷售的產品主要有書籍、CD、保養品、健康食品與用品、精品、小型家電、3C產品等。從消費者的角度，方便且即時的訂講是直效行銷的優點。但消費者的資料容易外洩、隱私權被侵犯卻是最容易被詬病的缺點:356。

#### 自動販賣機

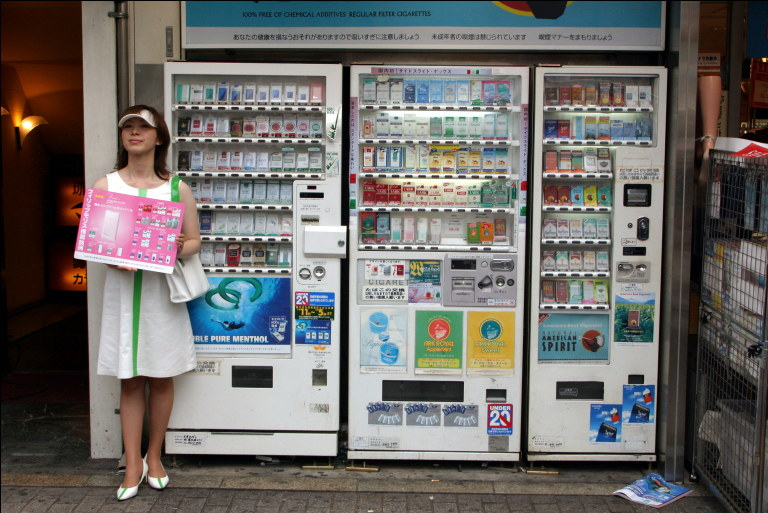
東京街頭的自動香煙販賣機

自動販賣機讓消費者投幣來取得產品。在台灣，自動販賣機以銷售冷飲為主，其他的項目還包括熱飲、速食麵、零食、面紙；在歐美與日本，自動販賣機銷售的項目則比較廣泛，包括報章、雜誌、點心、褲襪、化妝品、CD、T恤、保險單等。這類零售管道最大的好處是無需佔用太大空間就可以提供全天候的銷售，因此在學校、醫院、辦公大樓、體育館、加油站、車站、街角等，到處常見自動販賣機的蹤影。然而，補貨、保養維修、機器被破壞、商品被偷竊等所衍生出來的困擾與成本，卻是自動販賣機的缺點:360。

## 零售業的趨勢
零售業是通路中的「最後一關」，廠商在研發、製造、廣告等各方面的成果都在這關具體呈現，被消費者檢視，另外廠商之間也在這裡分出高下。同時，在所有通路成員中，零售業與消費者的互動最為密切，是影響消費者生活品質最重要的環節:360。
台灣零售趨勢與過去美國、日本的零售業發展，有相當的類似，而中國大陸也正在朝向台灣零售業的後塵:360。但由於2019年起受新冠肺炎疫情影響，大多數零售業店面版圖都有劇烈變動，許多線下零售開始往線上轉移。從1990年代到21世紀初期的十餘年間，台灣的零售業趨勢如下：

### 規模擴大
台灣零售商場的規模越來越大，最具體的表現是量販店的引入與成長。1989年，來自荷蘭的萬客隆首先在桃園開幕，開啟了之後的量販店風潮，目前台灣是亞太地區量販店最密集的地區，多年來的營業成長率也超越了其他類型的零售商。除了量販店，百貨公司也有規模擴大的現象，例如遠東百貨近幾年跳脫中型百貨的格局，朝大型百貨發展，而新光三越這幾年在台北、台中、台南的新店也都是超大面積。另外，台灣首座購物中心遠企購物中心的樓板面積為二萬多平方公尺，但後來成立的購物中心多數在七萬平方公尺以上；2001年底開幕的京華城為二十餘萬平方公尺；位於高雄市，於2007年開幕的「統一夢時代購物中心」甚至高達八十萬平方公尺，號稱是亞洲最大的購物中心:360-361。

### 連鎖經營
台灣的零售業越來越來向連鎖經營，涵蓋的產業非常廣泛，含3C產品、運動用品、藥妝與健康食品等。2003年，連鎖門市家數達到三家以上的連鎖總部超過700家，營業額佔零售業總產值約三分之一:361。

### 複合經營
加油站附設小型便利商店、書店兼賣咖啡與花茶、服飾店兼小點心，這些都是常見的零售業複合經營手法。複合經營的主要動機是開發客源及增進商品毛利。為了在競爭愈加激烈的環境中取得一席之地，複合經營成為台灣零售業中的普遍現象，但是新增的產品是否能與「本業」搭配，並被消費者接受，值得零售業者考慮:361。

### 獨特風格
許多零售店為了創造定位，期望能在眾多的競爭者中脫穎而出，近年來逐漸在店舖設施與裝潢、產品擺設、服務方式、店內活動等方面力求個性化:361。

### 跨越國界
台灣零售業的國際化現象相當明顯。以量販店為例，家樂福是法商與統一集團合資，於2005年買下英商特易購在台分店後，更是如虎添翼；大潤發原本由台灣的潤泰集團成立，卻於2001年賣給法商歐尚67%的股權而成為外商合資公司；好市多則有美國血統。至於知名的百貨公司，幾乎都是日系的天下。另外，中國大陸消費能力提高，以及大陸業者在物流與零售相關知識與技術落後等，台灣零售商如統一、全家、遠東百貨先後進軍中國大陸市場，企圖複製成功經驗，拓展版圖:361-362。

### 新興零售
近二十年來，科技、網路與媒體的發展帶動許興的零售方式，如電視與網路購物等。雖然這些零售方式才剛發展不久，銷售額不如店面銷售商，但長遠而言，它們會導致哪些購買與消費行為的改變、對哪些產品帶來比較大的衝擊等，都是值得觀察之處:362。

### 零售車輪理論
零售車輪理論（wheel of retailing）指出，創新型零售商常以低價格、低毛利的形態進入市場，並逐漸取代其他的零售商。但是，之後為了建立更大市場地位，這些零售商便會增添更好的設備，銷售更高品質的產品、提供更好的服務等等，結果造成營運成本以及價格的上升，最後導致本身被另一些低價低毛利的新進零售商威脅而衰退，甚至最終倒閉。而第二批新進的零售商也會步上第一批業者的命運，這個過程持續不斷，周而復始:362。
美國綜合零售商的發展大致符合這個理論，早期的百貨公司靠著低價與便利性受到歡迎，但在百貨公司逐漸升級，折扣商店崛起後，百貨公司卻逐漸處於下風。後來，倉庫零售店以更低價出現，折扣商店也受到了威脅:362。
台灣零售業的發展，卻不符合這項理輪，台灣的便利商店是以高價切入市場，而它所威脅到的零售業，有許多是較低價的雜貨店與超級市場。百貨公司以及及新興零售業如電視購物等，也不是以低成本、低價格、低毛利進入市場。另外，量販店固然是以低價進入市場，但十多年來未曾見到價格上漲的趨勢，甚至還有價格下滑的情況:364。
零售車輪理論也許可以解釋過去某些零售業發展的現象，但它的前提「絕大多數的消費者都是價格敏感的」卻也受到質疑與挑戰。後來的零售業發展證明，非價格因素如便利性、商店與產品形象、服務水準、商場活動等，也會受到眾多消費者的重視，而成為零售業的競爭武器之一，而這些因素都是該理論所忽略的。但無論如何，零售車輪理論至少有警惕的作用：新的零售形態可能會取代舊有的零售形態:364。

## 零售地點選擇
大部分零售業者選擇開店地點時，大多選擇人潮聚集、交通便利及座落位置良好的店面或賣場，但在產品特性、訴求客層、經營成本以及可用資金等方面的考慮下，不同的零售業者設點考量則有不同的考量，例如對便利商店而言，附近的家庭戶數越多越好、且最好避免開在競爭對手旁、但對百貨公司而言，附近住戶的數量卻不是很重要，而且設立在競爭對手旁可能是阻力，也可能是助力（百貨公司的群集可能帶來更多人潮）:368。

### 內部環境分析
零售商進行店址選擇時，通常會考慮下列因素：自身的零售形態、商品特性、價位及客戶群體。 例如，首飾店比起生活用品超市會更注重調查所選店址附近地區是否足夠安全、並較容易有高消費客戶拜訪。另外，地價、店面租金作為成本的一部分，顯然也會被納入考量:369。

### 外部環境分析
零售商進行店址選擇時，另外也須考慮所掌握的機會與面對的威脅。例如，某個地區的經營環境、對特定產品有無法令上的規定、人口結構與特性、競爭者數目與經營手法，消費趨勢與潛力、經營資源（如人力）與成本（如租金、水電、人事費用）等都是重要考慮因素:370。

### 新市場進入與現存市場擴張
零售商瞭解本身優缺點及市場的機會與威脅，對於新市場進入或現存市場擴張，就能有初步的決定，以利下一分析步驟的進行。零售商若是第一次開店，則屬於新市場進入，而已經有開店經驗的，除了在同一區域以複製手法開店外，也可能因計畫到不同區域開店，而面對新市場進入的考量:370。

### 區域分析
區域分析包括劃定幾個可能的商業區域、確立商店設點的條件要求（如家庭戶數、交通流量、停車數量）並進行評估等。例如，量販店在設點時，對於區域的要求必須是達到一定程度人口數、交通流量達到基本標準等，然後選出幾個符合各項條件的區域，再進一步篩選這之中較適合的區域:370。

### 地點分析
地點分析則以確定的區域為範圍，以商店所需具備的易近性及實體要素等，作為商店座落地點的決策考量。例如，某些便利商店要求座落在三角窗、店面至少要有25坪、承租年限在5年以上等基本規定:370。

### 商業評估或銷售預測
在選出幾個地點之後，接著應該界定出這些地點的商圈，然後預估商圈內的消費潛力、消費購買行為，再配合上各地點的特性與條件（如競爭者），進行銷售預測與損益平衡分析，以評估不同地點的發展潛力:370。

### 設點決策
最後是決定是否採用分析出來的地點，如果採用則可開始設點進駐的作業，若仍不滿意，則可能放棄設點計畫，或從決策流程中的某一程序重新評估，以找出滿意的地點:370。

## 相關
- 百貨公司
- 超級市場
- 批發
- 直銷
- 銀行
- 電子商務
- 商場
- 步行街
- 商品及服務稅